# Lethe vanelia
Lethe vanelia är en fjärilsart som beskrevs av Hans Fruhstorfer 1909. Lethe vanelia ingår i släktet Lethe och familjen praktfjärilar. Inga underarter finns listade i Catalogue of Life.